# Римский театр в Майнце
Римский театр (лат. Theatrum Mogontiacensium, нем. Römisches Theater) в городе Майнц — столице федеральной земли Рейнланд-Пфальц был раскопан всего несколько лет назад. Он расположен в непосредственной близости от вокзала Mainz Römisches Theater, являлся одним из крупнейших римских театров севернее Альп. Его диаметр составлял 116 метров, ширина сцены — 42 метра. Количество мест составляло 10 000.

## История
Римский Майнц своей значимостью обязан выгодному географическому расположению в устье Майна. Отсюда можно было очень хорошо защищать лежащую неподалёку границу Римской империи и организовывать военные походы против германцев.

Последний раз театр был упомянут в XI веке: 
«Hoc etiam astruunt adhuc superstites theatri ruinae, quod Romano more ad ludos circenses et theatrica spectacula constructum est.»
«На этом месте также до сих пор стоят развалины театра, возведенного по римскому обычаю для цирковых и театральных представлений.»

 Сегодня на руинах театра проводятся музыкальные и театральные представления.